# Giovanni Bellardi
Giovanni Bellardi (Brescia, 21 agosto 1903 – ...) è stato un calciatore italiano, di ruolo difensore.

## Caratteristiche tecniche
Giocò nel ruolo di terzino destro.

## Carriera
Ha disputato con il Brescia gli ultimi otto campionati di Prima Divisione, ha esordito a Padova l'11 dicembre 1921 nella partita Padova-Brescia (2-0), con le rondinelle ha raccolto 123 presenze e 4 reti realizzate, mentre con il Legnano disputò i primi due campionati della nuova Serie A.